# Do You Like My Tight Sweeter?
Do You Like My Tight Sweeter? è il primo album discografico in studio del duo musicale Moloko, pubblicato nel 1995.

## Tracce
1. Fun for Me – 5:08
2. Tight Sweater – 0:15
3. Day for Night – 5:23
4. I Can't Help Myself – 5:44
5. Circus – 0:19
6. Lotus Eaters – 7:32
7. On My Horsey – 0:34
8. Dominoid – 4:11
9. Party Weirdo – 7:01
10. Tubeliar – 0:25
11. Ho Humm – 5:38
12. Butterfly 747 – 4:30
13. Dirty Monkey – 0:23
14. Killa Bunnies – 2:19
15. Boo – 5:47
16. Where is the What if the What is in Why? – 4:16
17. Who Shot the Go-Go Dancer? (Contiene una traccia fantasma) – 6:58

## Formazione
- Róisín Murphy - voce
- Mark Brydon - basso, tastiere, chitarra, programmazioni, produzione